# 慶父
慶父（けいほ、生年未詳 - 紀元前660年）は、魯の公子、政治家。第15代君主桓公の次男。姓は姫、諱は慶、諡は共。魯の実質的実権を握った三桓氏の内の孟孫氏（仲孫氏）の祖。共仲と呼ばれる。

## 生涯

### 恐れ知らずの公子
魯（現：中国山東省南部）の第15代君主桓公の次男として生を受け、嫡兄で第16代君主荘公の重臣となり、他の兄弟の叔牙（僖叔）・季友（成季）と共に代々三桓氏として魯の実権を握った。
紀元前686年、慶父は魯軍を率いて斉軍と共に郕を包囲したが、郕が自分達魯軍を差し置いて斉軍に降伏した事に激怒し、斉軍を攻撃しようとして兄の荘公に止められたり、あるいは荘公夫人の哀姜（斉の桓公の姪）と密通するなど、恐れを知らぬ傍若無人な公子であった。
紀元前662年、当時危篤だった荘公の後継として、慶父は三弟の叔牙の推挙を受けるが、公子斑を推挙していた四弟の季友に叔牙を自害させられたため、有力な与党を失った慶父は次期魯公候補から脱落してしまう。

### 魯公弑殺
前662年8月5日に荘公が没し、第17代魯公の座に荘公の子である公子斑が即位するが、その直後に慶父は公子斑を暗殺し、密通相手の哀姜の妹の叔姜の子で、公子斑の異母弟の公子啓（後の閔公）を第18代魯公として擁立した。この後、政敵の季友が陳に亡命したことで、慶父は閔公の宰相として魯の最高権力を握ることとなった。
しかし、閔公が斉の桓公に季友を魯に帰国させる事を訴え、自ら季友を迎えに行ったことから、慶父は閔公が擁立者の自分よりも季友を信頼していたことに激怒し、哀姜の示唆もあって、自らが魯公になる決意を固め、紀元前660年に閔公も暗殺してしまう。

### 末路
しかし、慶父は2代続けて魯公を弑殺したことで魯の大夫の支持を失ってしまい、隣国莒へと亡命する羽目に陥ってしまう。その後、第19代魯公となった公子申こと僖公や、宰相となった季友によって、慶父は強制送還させられる。その際慶父は、僖公や季友に対し減刑を嘆願するが、魯を混乱に陥れた元凶として却下され、これに絶望した慶父は首を吊って自害した。
死後、「共」を諡され、共仲と呼ばれる。慶父の子孫は三桓氏の一つである孟孫氏（仲孫氏）として隆盛を誇った。